# Chính sách thanh khoản đối ứng
Trong kinh tế vĩ mô, chính sách thanh khoản đối ứng được áp dụng bởi ngân hàng trung ương nhằm chống lại những tác động từ thặng dư hoặc thâm hụt cán cân thanh toán quốc tế.  Điều này còn liên quan tới nghiệp vụ thị trường mở được ngân hàng trung ương áp dụng nhằm trung hoà ảnh hưởng của các cuộc giao dịch ngoại hối. Đối lập với nó là sự can thiệp không trung hoà, việc các cơ quan tiền tệ của một quốc gia không phân biệt nguồn dự trữ tiền mặt trong nước và cán cân nội tại với sự can thiệp của giao dịch ngoại hối.
Chính sách thanh khoản đối ứng thường được áp dụng khi một ngân hàng trung ương tìm cách giảm thiểu các nguy hại tiềm tàng từ các luồng vốn chảy vào, chẳng hạn như sự lên giá đồng tiền hay lạm phát, gây ảnh hưởng tiêu cực tới xuất khẩu. Thông thường thanh khoản đối ứng có thể là bất kỳ chính sách tiền tệ nào đảm bảo ổn định nguồn tiền dự trữ quốc gia, không bị ảnh hưởng bởi các yếu tố ngoại lai cũng như các thay đổi khác chẳng hạn như luồng vốn chảy ra khỏi 1 quốc gia.
Ở nửa sau thế kỉ 20, chính sách thanh khoản đối ứng thường xuyên gắn liền với nỗ lực của các cơ quan quản lý tiền tệ nhằm bảo đảm giá trị tiền tệ tại quốc gia ấy. Trong những năm 30s và tại thế kỉ 21 hiện nay, thanh khoản đối ứng thường được sử dụng bởi các quốc gia nhằm ngăn chặn sự tăng giá tiền.

### Sự can thiệp bằng thanh khoản đối ứng nhằm ngăn chặn sự mất giá đồng tiền
Giả sử đồng tiền của một quốc gia đang bị mất giá. Để ngăn cản việc này, ngân hàng trung ương có thể can thiệp vào thị trường ngoại hối. Để chống đỡ giá trị tiền tệ quốc gia, ngân hàng trung ương có thể tự tạo ra một nhu cầu nhân tạo về nội tệ, và sử dụng nguồn dự trữ ngoại hối để chi trả. Nhu cầu được cấu lên đó không chỉ làm dừng sự mất giá đồng tiền, mà còn làm giảm nguồn dự trữ nội tệ bằng 2 cách. Đầu tiên là ngân hàng trung ương sẽ trực tiếp rút bỏ một nguồn nội tệ đang lưu hành thông qua việc mua chúng về. Tiếp theo, nếu như ngân hàng lệch hướng khỏi mục đích ban đầu thì sự can thiệp này có thể làm trầm trọng hơn sự thiếu hụt trong cán cân thanh toán quốc tế, do tỷ lệ hối đoái nghiêng tạo thuận lợi hơn cho nhà nhập siêu so với nhà xuất siêu. Nội tệ bị tràn ra ngoài nước, làm giảm tính thanh khoản.
Sự giảm giá trị tiền tệ có thể sẽ dẫn tới sự giảm phát, đặc biệt gây bất lợi cho các quốc gia có tỷ lệ thất nghiệp cao. Để bù lại cho nguồn dự trữ tiền bị ảnh hưởng, các ngân hàng có thể can thiệp lên thị trường ngoại hối thông qua chính sách thanh khoản đối ứng. Ngân hàng trung ương sẽ thực hiện nghiệp vụ thị trường mở nhằm bổ sung tính thanh khoản cho hệ thống bằng cách mua trái phiếu bằng đồng nội tệ, sử dụng đồng nội tệ để chi trả.
Để khắc phục sự mất giá đồng tiền trong thời kì trung hạn bằng chính sách thanh khoản đối ứng, nguyên nhân căn bản dẫn tới việc đồng tiền bị giảm giá trị cần phải được giải quyết. Nếu nguyên nhân là tấn công đầu cơ tận dụng sự bất ổn chính trị, điều này có thể giải quyết được. Trong thực tiễn, lý do dẫn tới các biện pháp can thiệp bằng thanh khoản đối ứng vào nửa cuối thế kỷ 20 thường là do một nguồn tiền dự trữ cao đồng nghĩa với việc lãi suất nội tệ thấp hơn so với ngoại tệ. Điều này đã tạo điều kiện cho giao dịch chênh lệch lãi suất: vay mượn nội tệ có lãi suất thấp và bán ra hay cho vay ngoại tệ có lãi suất cao hơn ở cùng một thời điểm, gây sức ép giảm xuống nguồn tiền vay mượn. Bởi thanh khoản đối ứng vẫn đảm bảo sự bất biến của nguồn dự trữ tiền mặt, nên lãi suất nội tệ vẫn được giữ ở mức thấp. Các nhà giao dịch tham gia giao dịch chênh lệch lãi suất cũng vì thế mà tiếp tục thu lời, và ngân hàng trung ương sẽ lại tiếp tục can thiệp nếu muốn ngăn chặn sự khấu hao giá tiền, cho đến khi nguồn dự trữ ngoại hối trở nên cạn kiệt.

### Sự can thiệp bằng thanh khoản đối ứng nhằm ngăn chặn tăng giá đồng tiền
Ngân hàng trung ương có thể can thiệp vào các thị trường trao đổi tiền tệ quốc tế để ngăn chặn sự tăng giá đồng tiền bằng cách mua các khối tài sản có mệnh giá nước ngoài bằng nội tệ để làm tăng nguồn dự trữ ngoại hối. Tuy nhiên, mấu chốt ở đây là ngân hàng trung ương vẫn đang cho sản xuất và lưu hành thêm nội tệ, khiến cho nguồn dự trữ nội tệ ngày càng được mở rộng. Nguồn nội tệ dùng để mua các tài sản ngoại hối ban đầu sẽ đi ra nước ngoài, nhưng thực chất lại chảy vào trong thông qua việc chi trả cho xuất khẩu. Hệ quả là lạm phát, cũng giống như ảnh hưởng của sự tăng giá tiền mặt: đều làm giảm tính cạnh tranh trong xuất khẩu của một quốc gia.
Để thanh khoản đối ứng ảnh hưởng của lạm phát do nguồn nội tệ chảy vào trong nước, ngân hàng trung ương sẽ thường sử dụng nghiệp vụ thị trường mở, bán trái phiếu phát hành trong thị trường nội địa nhằm loại trừ khả năng nguồn nội tệ mới có thể chảy vào trong nước. Một vài phương pháp khác cũng có thể được áp dụng.
Ngân hàng trung ương thường sẽ chịu lỗ một phần nhỏ từ các chiến dịch thanh khoản đối ứng, do lãi suất nó nhận về từ việc mua các tài sản có mệnh giá ngoại tệ thấp hơn so với nguồn tiền đổ vào việc lưu hành trái phiếu nội địa để giảm thiểu lạm phát. Trong vài năm đầu của thế kỷ 21, Trung Quốc đã thu về nguồn lợi nhuận hằng năm từ các chiến dịch thanh khoản đối ứng, lên tới khoảng 60 tỷ đôla mỹ một năm. Đến năm 2008, quốc gia này bắt đầu phải chịu khoản lỗ, lên tới khoảng 40 tỷ USD vào năm 2010. Việc thực thi chính sách thanh khoản đối ứng cũng trở nên tốn kém hơn tại các quốc gia khác từ sau năm 2008. Điều này có liên quan tới chính sách tài khoá tại các cường quốc gặp phải khủng hoảng tài chính, đặc biệt là Mỹ, dẫn tới lãi suất thấp tại các tài sản mang mệnh giá ngoại tệ. Để ngăn chặn ảnh hưởng của chính sách tài khóa, Trung Quốc đã sử dụng một phương pháp thay thế cho nghiệp vụ thị trường mở- tăng tỷ lệ dự trữ bắt buộc đối với những ngân hàng lớn.
Trái ngược với các biện pháp ngăn chặn sự mất giá tiền tệ, các biện pháp can thiệp nhằm ngăn cản sự tăng giá tiền tệ không hề giới hạn về số lượng. Nếu ngân hàng trung ương dùng hết nguồn nội tệ để mua vào ngoại tệ, nó vẫn có thể in thêm tiền. Nếu cảm thấy một nước đang để lại quá nhiều ích lợi cho các nhà xuất khẩu của mình, các quốc gia khác có thể gây sức ép chính trị lên nước đó, và đỉnh điểm một cuộc chiến tranh tiền tệ có thể xảy ra. Nước đó cũng có thể phải chịu sức ép từ dư luận trong nước nếu như các chiến dịch thanh khoản đối ứng gây ra quá nhiều khoản lỗ.

### Chính sách thanh khoản đối ứng dựa trên chế độ bản vị vàng
Vào khoảng năm 1871 đến năm 1914, nhờ vào chế độ bản vị vàng hiện hành, ở Mỹ các tỷ giá đối hoái được cố định nên không xảy ra hiện tượng mất giá hay tăng giá tiền tệ (ngoại trừ một vài biến động nhẹ do chi phí xuất khẩu vàng giữa các quốc gia). Vậy nên nếu một quốc gia có được thặng dư thương mại, nó thu về được một luồng vàng chảy vào từ các đối tác phải chịu thâm hụt thương mại. Nguồn thặng dư về tiền tệ ngày càng được mở rộng nhờ vào luồng vàng đổ vào, thông qua cơ chế tự cân bằng. Điều này có thể dẫn tới lạm phát hoặc người dân có được thêm tiền để đầu tư vào nhập khẩu. Từ đó mà sự thặng dư sẽ được điều chỉnh hợp lý.
Để ngăn cản sự bành trướng của nguồn dự trữ tiền tệ, ngân hàng trung ương có thể tăng cường các kho lưu trữ vàng thông qua các biện pháp như làm tăng tỷ lệ vàng bắt buộc trong kho trữ của các ngân hàng cho mỗi đơn vị tiền tệ bằng giấy đang được lưu hành. Chính sách thanh khoản đối ứng được áp dụng bởi Mỹ và Pháp trong thập niên 20s và 30s, với những thắng lợi ban đầu, cho đến khi thương mại quốc tế chịu sự sụp đổ vào đầu thập niên 30, làm trầm trọng kinh tế toàn cầu và đặc biệt là các quốc gia hưởng thặng dư.